# 森忠貫
森 忠貫（もり ただつら）は、江戸時代後期の播磨国赤穂藩の（一人目の）10代藩主。赤穂藩森家実質16代。

## 略歴
文化13年（1816年）閏8月13日、9代藩主・森忠敬の長男として誕生。幼名は勝蔵。父が文政7年（1824年）6月4日に死去したため、8月5日に家督を継いだ。文政9年（1826年）4月19日に江戸本所の御蔵火番に任じられた。
文政10年（1827年）5月28日に死去した。享年12。戒名は顕良院殿鶴山伯一童子。墓所は東京都港区東麻生の瑠璃光寺。
忠貫には継嗣が無く、改易や減封を恐れた藩では、弟の忠徳を身代わりにして立て、忠貫没後の6月に家督を継がせたとある。このため、忠貫は歴代藩主として数えられず、後に忠貫が忠徳と改名したとされているため、10代藩主の忠貫と忠徳は同一人物とされている（森家譜より）。